# Puerto Obaldía
Puerto Obaldía è un comune (corregimiento) della Repubblica di Panama situato nella comarca di  Guna Yala. Si estende su una superficie di 131,2 km² e conta una popolazione di 672 abitanti (censimento 2010).